# Lough Gur

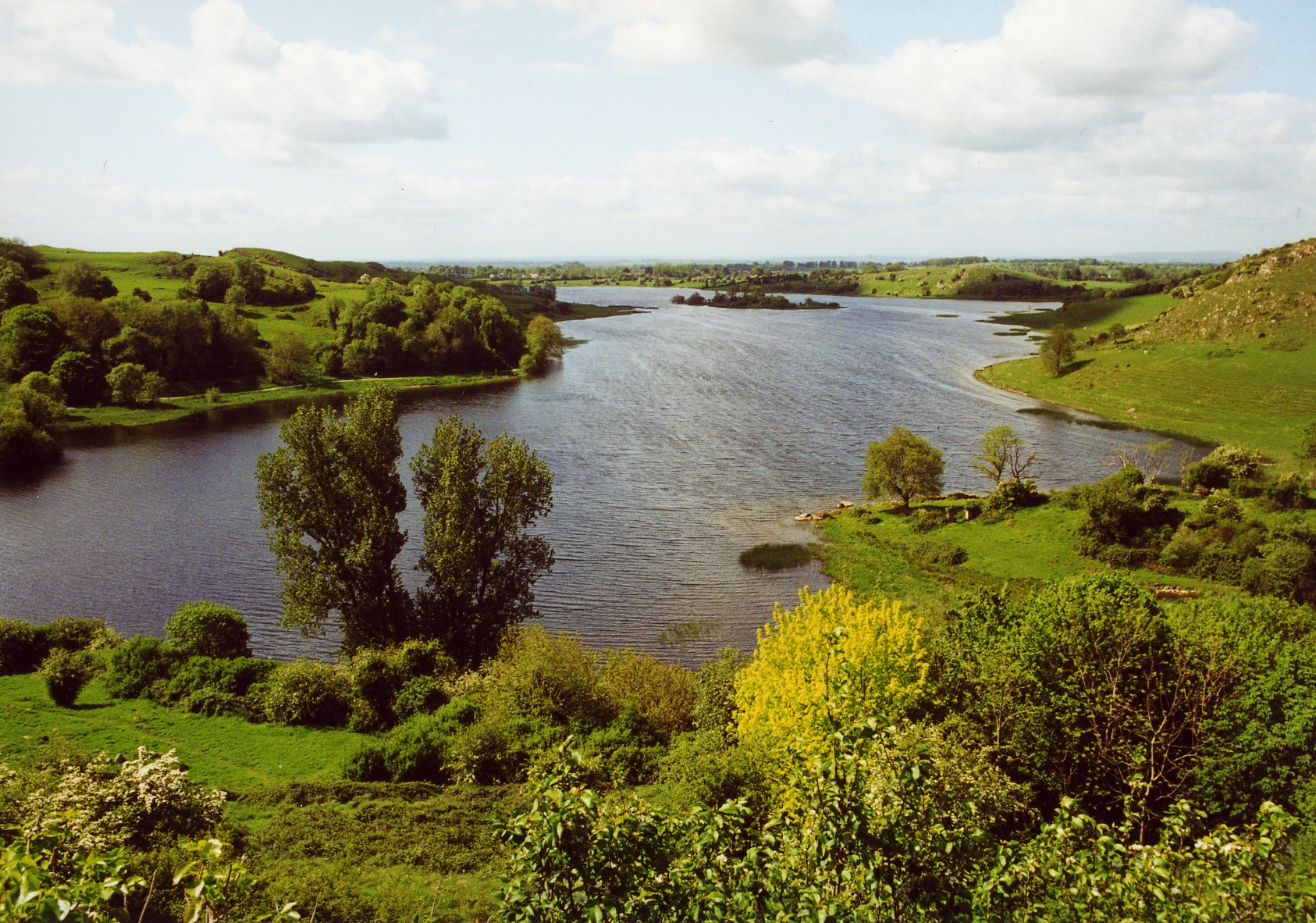
Vy över Lough Gur

Lough Gur är en hästskoformad sjö i närheten av staden Bruff i grevskapet Limerick på Irland. Platsen där sjön ligger är en av Irlands mest betydande arkeologiska platser. Det har funnits människor där sedan 3000 år före Kristus. Irlands största stenkrets finns i närheten liksom ett antal gamla borgar, stenåldershusgrunder och kyrkoruiner. Trots att sjön har ett motorbåtsförbud används den ofta för olika vattensporter. Där finns även ett turistcenter med picknickområde.